# 施特龍巴赫河
施特龍巴赫河（德語：Strombach），是德國的河流，位於該國西部，處於北萊茵-威斯特法倫州，屬於阿格河的右支流，河道全長8.3公里，流域面積6.4平方公里，河畔城鎮有古默斯巴赫。